# La Mancelière
La Mancelière település Franciaországban, Eure-et-Loir megyében. Lakosainak száma 152 fő (2022. január 1.). La Mancelière Les Châtelets és La Saucelle községekkel határos.

## Népesség
A település népességének változása:
| Lakosok száma | 127  | 117  | 134  | 158  | 218  | 200  | 187  | 178  | 169  | 152  |
|               | 1968 | 1982 | 1990 | 2006 | 2013 | 2015 | 2017 | 2019 | 2020 | 2022 |